# Jagdschloss Thiergarten

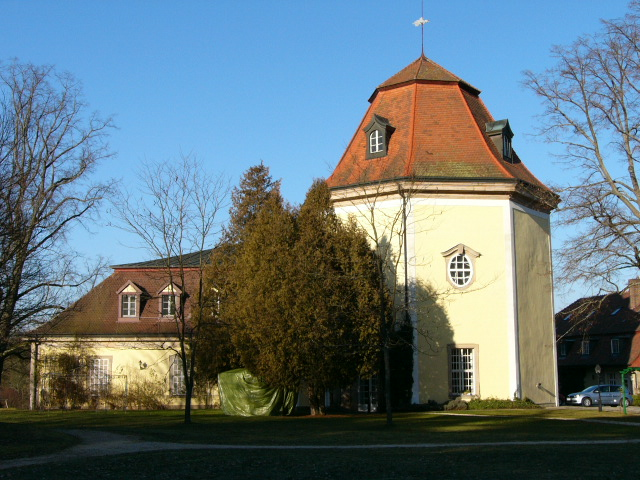
Jagdschloss Thiergarten

Das Jagdschloss Thiergarten ist eine Schlossanlage in Oberthiergarten, einem Stadtteil von Bayreuth. Es wurde von den Markgrafen von Brandenburg-Bayreuth errichtet.

## Geschichte

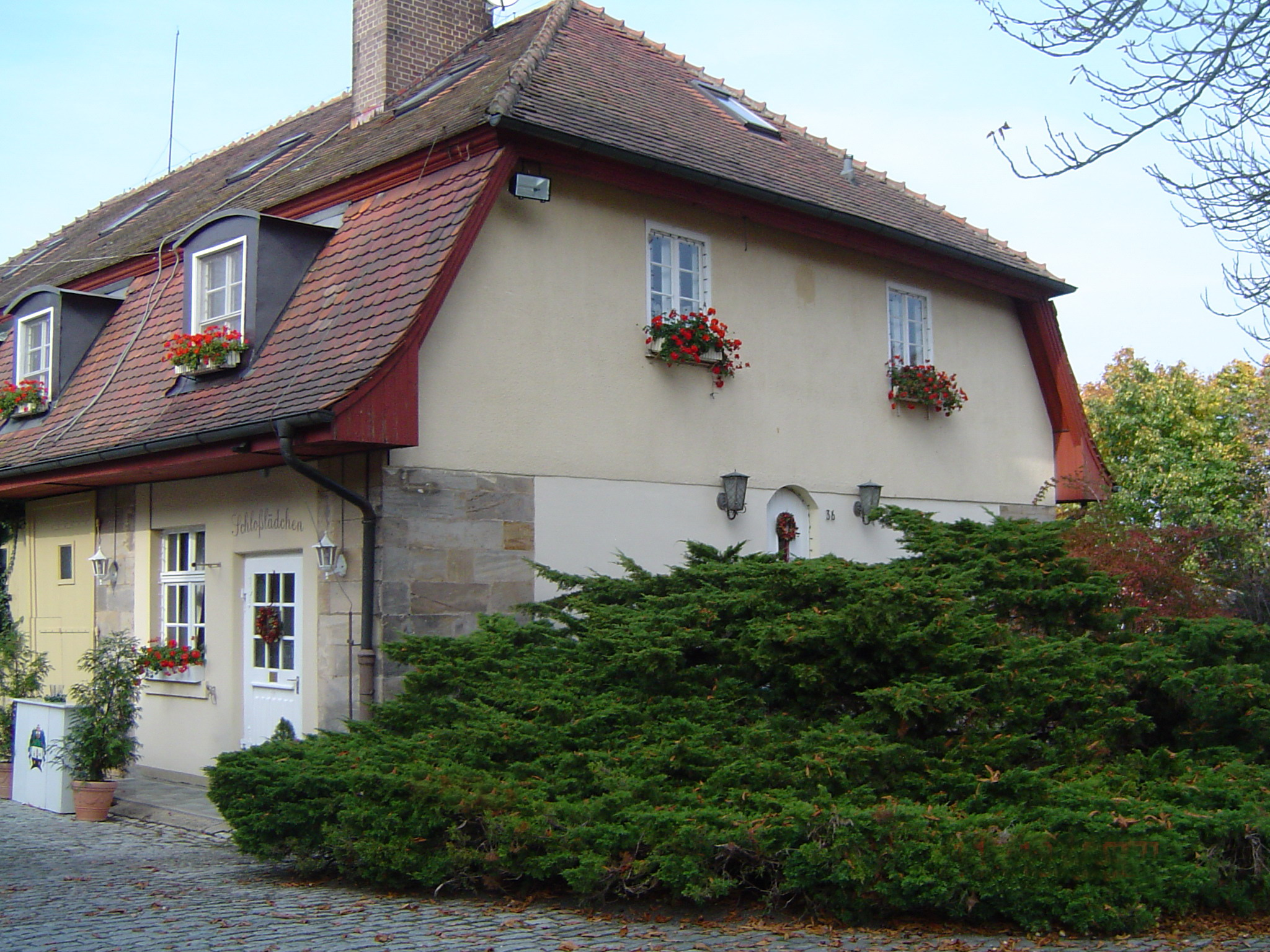
Nebengebäude (2007)

Nachdem das Gebiet in Thiergarten den Markgrafen von Brandenburg-Bayreuth schon längere Zeit der Jagd gedient hatte, ließ Markgraf Christian Ernst ein kleines erstes Jagdschloss errichten. Sein Nachfolger Georg Wilhelm, der auch durch seine rege Bautätigkeit in Sankt Georgen am See in Erscheinung trat, ließ das Schlösschen in den Jahren 1716 bis 1721 durch einen solideren Neubau ersetzen. Diese Anlage, die Gärten der Herzöge von England und Flandern als Vorbild hatte, hat sich bis heute weitgehend erhalten. Die Pläne für das Gebäude stammten von Johann David Räntz dem Älteren.
Zur Zeit des Markgrafenpaars Friedrich III. und Wilhelmine spielte das Schloss offenbar keine besondere Rolle. Zwar wurde die Jagd als Statussymbol und wichtiges gesellschaftliches Ereignis weiter gepflegt, allerdings ließ Friedrich III. mit dem Jagdschloss Kaiserhammer im Selber Forst eine für die Zeit modernere Anlage schaffen. Eine besondere Attraktion war dort die Bärenhatz, zu der eigens Bären angekauft wurden, die beispielsweise auf dem Waldstein in dem besonders konstruierten „Bärenfang“ lebendig eingefangen werden konnten.
Nach 1770 wechselte das Schloss Thiergarten wiederholt den Eigentümer und ging später wieder in Staatsbesitz über. Spätestens zu Beginn des 19. Jahrhunderts verlor es mit dem Abriss des linken Flügels seine ursprüngliche Funktion und diente längere Zeit landwirtschaftlichen Zwecken. Am 27. Juli 1842 erwarb es der Bayreuther Metzgermeister Christoph Thiem, 80 Jahre lang blieb es im Besitz seiner Familie. Nach dem Ersten Weltkrieg beantragte Georg Thiem den Abbruch des Turms, was der Denkmalschutz verhindern konnte.

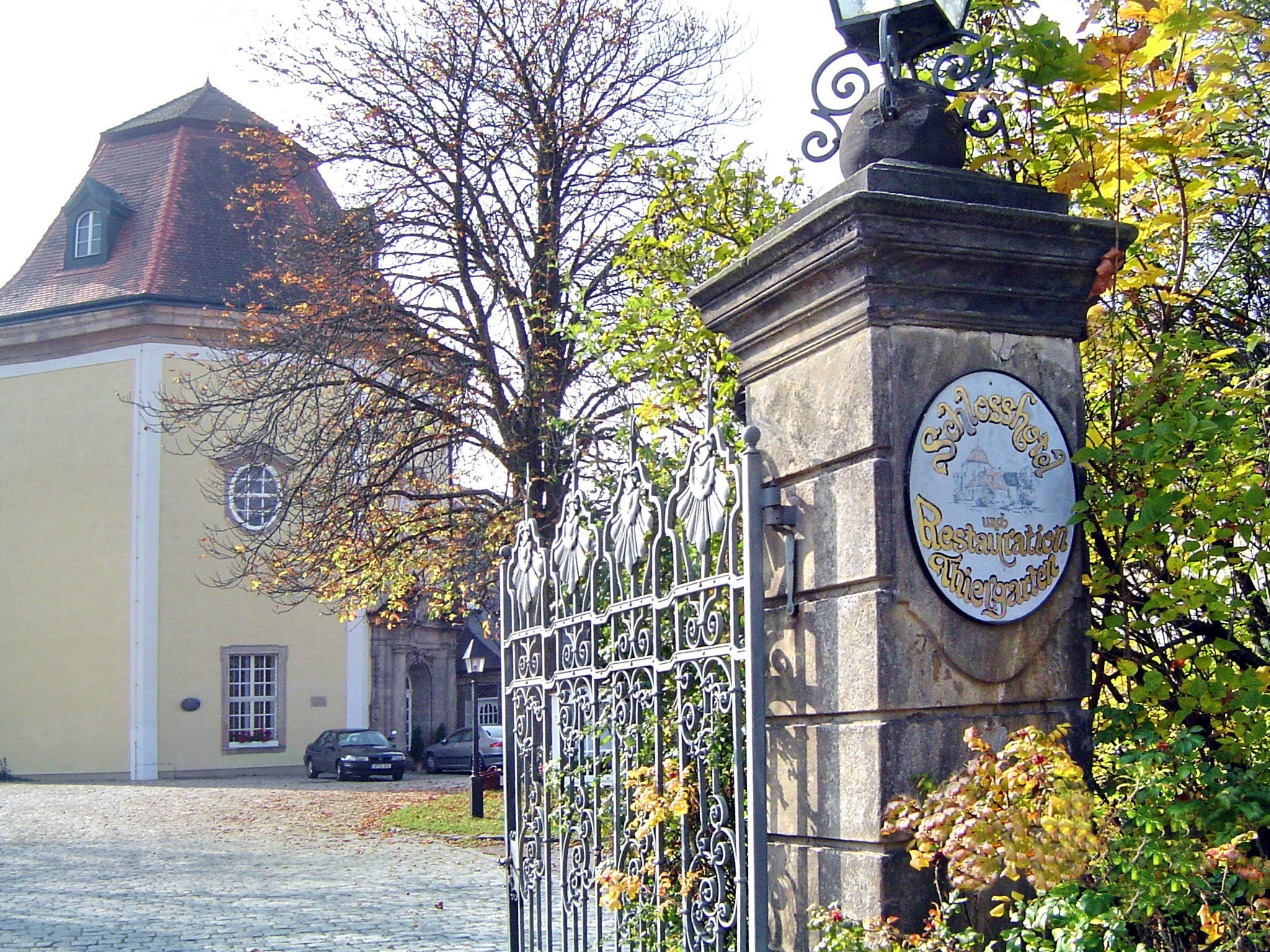
Zugang zum Schlosshotel (2007)

Die Fabrikantenfamilie Bayerlein nahm sich 1922 des verfallenden Gebäudes an und sorgte für die Renovierung in Anknüpfung an seine traditionsreiche Vorgeschichte. Der Käufer Adolf Bayerlein, der Inhaber der Bayreuther Spinnerei Bayerlein, war Mitglied des Historischen Vereins für Oberfranken. Er lud nicht nur renommierte oberfränkische Textilfabrikanten, sondern auch politische Prominenz in seine Idylle südlich von Bayreuth ein. Zu seinen illustren Gästen zählten Hans von Seeckt und Eva Liebenberg; bei einem Empfang der Stadt im Schloss ließen sich 1933 die NSDAP-Größen Ludwig Siebert und Hans Schemm vom französischen Violinvirtuosen Henri Marteau unterhalten. Ab 1936 stand das Schloss auch Gästen des Hauses Wahnfried zur Verfügung. Am 18. August jenes Jahres besprach Wilhelm Furtwängler mit Thomas Beecham in Thiergarten den musikalischen Rahmen für die Krönungsfeierlichkeiten Edwards VIII. von England. Während des Zweiten Weltkriegs zählten Albert Speer, Ōshima Hiroshi und Robert Ley zu den Gästen. Bayreuths Gauleiter Fritz Wächtler nutzte das Schloss zeitweise als eine Art Nebenresidenz und ließ im Umfeld des Brunnens einen Bunker anlegen. Im Frühjahr 1945 ließ sich ein Führungsstab der Wehrmacht in Thiergarten nieder.
Im April 1945 übernahmen die siegreichen US-Militärs das Schloss. Sie nutzten es für kurze Zeit als Brigade-Gefechtsstand, bald darauf wurde es für die Truppenbetreuung – inklusive eines Bordellbetriebs – verwendet. Am 1. Oktober 1948 räumten sie das herrschaftliche Anwesen und übergaben es an Fritz Bayerlein.
Ab 1948 wurde das Schloss, zunächst unter dem Pächer Willy Kröll, der in der Innenstadt zugleich das elegante Nachtlokal Metropol betrieb, als Hotel und Restaurant genutzt. Nach einem kurzen Interim wurde das Hotel von 1957 bis 1973 vom Ehepaar Mohrenberg geführt, ein Besitzerwechsel führte anschließend vorübergehend zur Verwendung des Schlosses als Firmensitz eines Baugeschäfts. 1982 besann sich die Stadt auf ihre Verantwortung für das historische Erbe und rief zu einer „Rettungsaktion“ auf. Spenden in sechsstelliger Höhe ermöglichten 1982 den Erwerb des Schlosses durch die Stadt Bayreuth für den Betrag von 1,5 Millionen Mark. 1983 übernahm das Ehepaar Kaiser den Hotelbetrieb; einer der Höhepunkte dürfte ein festlicher Abend mit Michail Gorbatschow und seiner Frau Raissa am Vorabend der Festspielpremiere des Jahres 1993 gewesen sein.
2010 wurde das Ensemble zunächst zum Verkauf angeboten, dann jedoch entschieden, dort eine internationale Schule einzurichten. Die Private Grundschule Schloss Thiergarten (PGS) mit bilingualem Konzept bietet vier Klassenstufen mit jeweils maximal 18 Schülern an. Sie ist als Cambridge-Schule zertifiziert und seit August 2016 staatlich anerkannt.